# Airbus A300
Airbus A300 стал первым самолётом, построенным компанией Airbus, после слияния различных самолётостроительных фирм Европы. Разработанная машина должна была нарушить доминирующее положение на рынке фирмы Boeing. В то же время это был первый двухдвигательный широкофюзеляжный самолёт в мире.

## История самолёта
В послевоенные годы на мировых рынках авиаперевозок доминировали американские самолёты. В конце 1960-х и начале 1970-х годов на дальнемагистральных линиях в основном эксплуатировались Boeing 707 и McDonnell Douglas DC-10, а на маршрутах средней дальности — Boeing 727, Boeing 737 и McDonnell Douglas DC-9.
К этому времени европейские страны ещё сохраняли конструкторский потенциал, но бороться с монополией американских производителей можно было только объединёнными усилиями европейских производителей. В июне 1965 года на XXVI авиасалоне в Ле-Бурже ведущие европейские авиакомпании сформулировали требования к перспективному среднемагистральному авиалайнеру.
Первоначально европейские авиастроители работали раздельно. Однако вскоре стало понятно, что европейский рынок слишком тесен для реализации всех конкурирующих проектов. Авиастроители Великобритании, Франции и ФРГ при поддержке правительств объединились в консорциум для разработки перспективного пассажирского самолёта.
Проект получил название Airbus. В качестве базовой была принята схема самолёта HBN 100, разработанная фирмами Hawker, Brequet и Nord Aviation, с вместимостью, увеличенной до 300—320 пассажиров. Самолёт получил обозначение А300. 26 сентября 1967 года в Бонне правительства Великобритании, Франции и ФРГ подписали меморандум о финансировании совместного проекта по созданию широкофюзеляжного авиалайнера с двумя двигателями на пилонах под крылом.
Работы по созданию самолёта распределились следующим образом:
- Франция, фирма Sud Aviation — головное предприятие. Разрабатывала пилотскую кабину, нижнюю часть центральной секции фюзеляжа и систему управления самолёта
- Великобритания, фирма Hawker Siddelley — разработка крыла
- ФРГ, фирма Deutsche Airbus — передняя и задняя секции фюзеляжа и верхние части центральной секции

К работе была также подключена нидерландская авиастроительная компания Fokker, которая изготавливала закрылки и спойлеры.
Airbus Industrie со штаб-квартирой в Тулузе. К этому времени появились первые заказчики: французская авиакомпания Air France заказала шесть самолётов и сделала заявку ещё на десять, испанская Iberia заказала четыре самолёта, датская Sterling Airways - три самолёта.

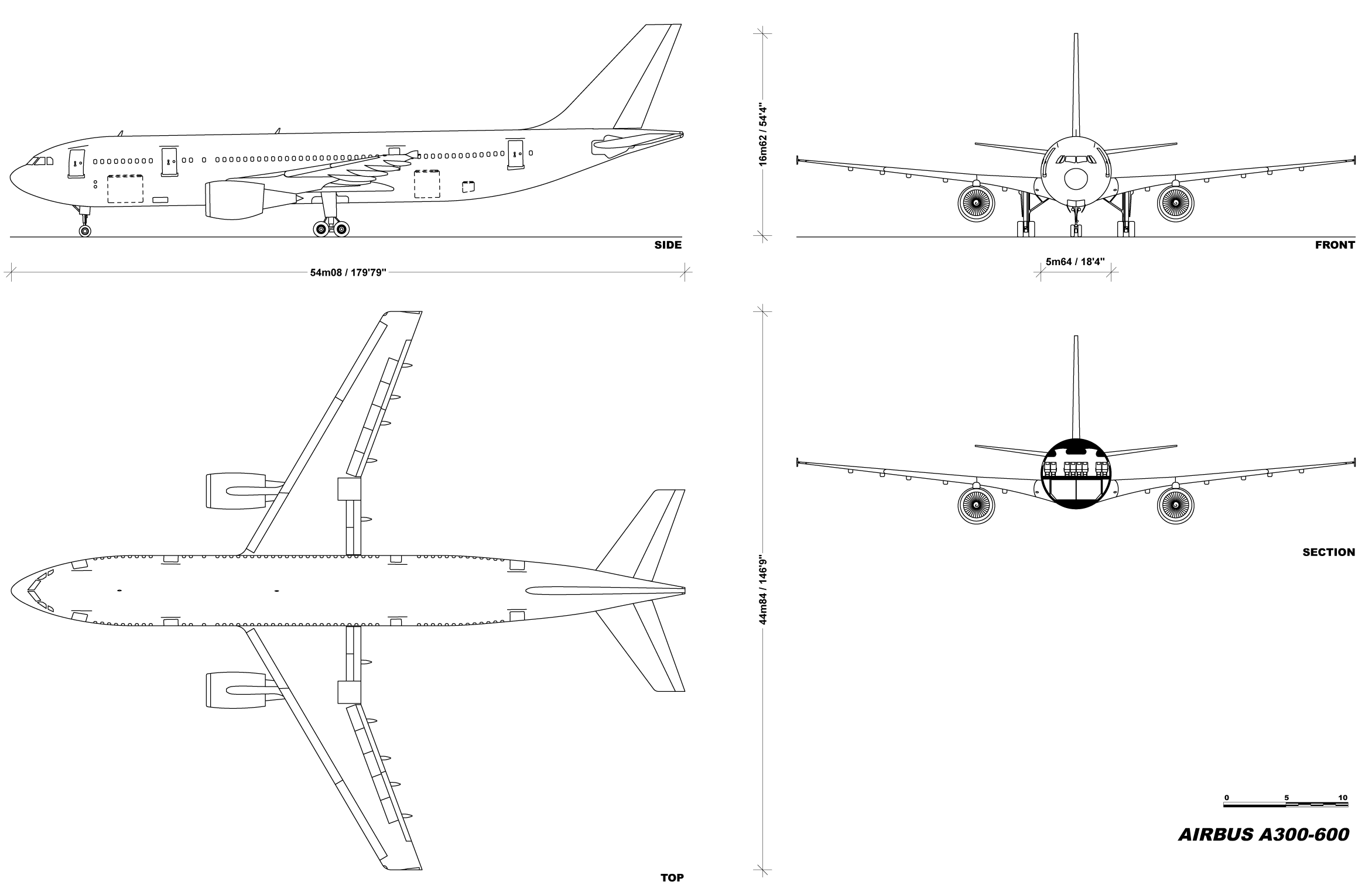
A300 в трёх проекциях

Постройка первого опытного самолёта Airbus А300В1 началась в сентябре 1969 года. Первый полёт состоялся 28 октября 1972 года, а в конце июня 1973 года — первый полёт самолёта Airbus А300В2, фюзеляж которого был удлинён на 2,6 м. По завершении лётных испытаний, в которых участвовали 4 машины, в середине марта 1974 года её сертифицировали во Франции и ФРГ, а в конце мая того же года — в США. Тогда же началось и серийное производство новых лайнеров.
К началу испытаний самолёта появились новые заказчики - немецкая Lufthansa и швейцарская авиакомпания SATA. Чтобы привлечь потенциальных заказчиков, один из прототипов отправился в месячное американское турне. По возвращении из Америки самолёт отправился в новое демонстрационное турне по странам Европы, Ближнему Востоку и Индии.
Первый самолёт был поставлен в мае 1974 года. Первоначально на рынке появились лайнеры Airbus А300В2-100 с двигателями General Electric CF6-50C.
Следующей модификацией стал Airbus А300В4 с улучшенными характеристиками и увеличенной дальностью полёта. Первый полёт опытная машина совершила 26 декабря 1974 года. Эту модель сертифицировали в марте 1975 года. Регулярная эксплуатация самолёта началась в мае 1975 года.
Airbus А300В и опыт его разработки послужили базой для дальнейшей деятельности консорциума Airbus. На основе пассажирского самолёта были созданы грузопассажирский вариант Airbus А300С4 и грузовой — Airbus A300F4. Однако широкого распространения они не получили — всего было построено четыре машины. В кабине могли разместиться до 20 грузовых поддонов, а в нижних грузовых отсеках — до 20 контейнеров типа LDЗ общей массой до 40 000 кг.
В конце 1980 года консорциум Airbus приступил к разработке усовершенствованного варианта — Airbus А300-600 для авиалиний средней и большой протяжённости. Опытный экземпляр (с двигателями Pratt & Whitney JT9D-7R4H1) выполнил первый полёт 8 июля 1983 года. В начале марта 1984 года он был сертифицирован во Франции. В марте 1985 года завершилась сертификация варианта самолёта с двигателями CF6-80C2, а в сентябре начались его поставки. Первой эту модель получила таиландская авиакомпания Thai Airways.
На базе Airbus А300-600 был разработан вариант с увеличенной дальностью полёта — Airbus A300-600R. К его созданию консорциум Airbus приступил в 1985 году. Первый полёт Airbus A300-600R (с двигателями General Electric CF6-80C2A5) совершил 9 декабря 1987 года. В марте 1988 года завершилась его сертификация в Европе и США. Первый самолёт был поставлен в конце апреля 1988 года американской авиакомпании American Airlines. В конце сентября 1988 года состоялся первый полёт варианта с двигателями фирмы Pratt & Whitney, поставки начались в ноябре 1988 года. В марте 1990 года самолёт Airbus A300-600R, оснащённый двигателями фирмы General Electric, был сертифицирован FAA на соответствие требованиям ETOPS к двухдвигательным магистральным самолётам, согласно которым, машина может выполнять в течение 180 мин. полёт до запасного аэродрома с одним работающим двигателем. Airbus A300-600R выпускали серийно с 1987 года. К началу 1996 года было поставлено 148 самолётов данной модели.
На основе самолёта Airbus A300-600R специально сформированной фирмой SATIC был разработан грузовой A300-600ST Beluga, предназначенный для перевозки крупногабаритных конструкций (секций фюзеляжа, консолей крыла, поверхностей оперения и двигателей) для пассажирских самолётов консорциума Airbus с заводов-изготовителей во Францию на сборочный комплекс в Коломье (пригород Тулузы). В кабине самолёта можно перевозить грузы массой до 45 000 кг на расстояние 2700 км.
В 1997 году Национальный центр по исследованиям космического пространства Франции получил модифицированный самолёт Airbus A300 ZERO-G для имитации условий невесомости.
В 2005 году авиакомпании мира эксплуатировали 407 самолётов Airbus А300 всех моделей.
К 2015 году лайнер выведен из эксплуатации в крупнейших авиакомпаниях мира и Европы и заменён на более позднюю модель Airbus A330.

## Конструкция самолёта
Airbus A300 — широкофюзеляжный среднемагистральный авиалайнер. Низкоплан с крылом малой стреловидности, двумя турбовентиляторными двигателями, подвешенными под крылом, и однокилевым оперением. А300 - первый в мире коммерческий самолёт, в котором активно применялись композиты, особенно стеклопластик. Экипаж - два человека, функции бортинженера перешли к компьютеру.
Крыло — сверхкритичного профиля, изготовлено из высокопрочных алюминиевых сплавов и композиционных материалов. В конструкции крыла широко используется монолитные панели обшивки, что значительно упрощает сборку и позволяет уменьшить стоимость производства. Конструктивно крыло состоит из центроплана и двух отъёмных консолей. Силовой набор - три лонжерона и стрингера. Лонжероны - коробчатого сечения, центральный лонжерон в центроплане проходит через фюзеляж. Обшивка работающая.
Механизация крыла. Элероны двух типов: на внутренней части крыла, между фюзеляжем и двигателями, применяются на высоких скоростях, а на внешней части, на консолях, - при низких. Элероны - цельнометаллические двухлонжеронные. Также имеются по три двухщелевых закрылка, трёхсекционные предкрылки, по три спойлера и два воздушных тормоза перед закрылками.
Фюзеляж — герметичная полумонококовая рамная конструкция, круглая в поперечном сечении. Каркас фюзеляжа состоит из шпангоутов и Z-образных стрингеров. Обшивка работающая. Основной материал - высокопрочный алюминиевый сплав, некоторые детали и узлы изготовлены из титана и стали. В носовой части фюзеляжа расположена трёхместная кабина экипажа. За ней - входная дверь экипажа, кухня и передний туалет. В пассажирском салоне предусмотрено несколько стандартных вариантов планировки. Если салон занят экономклассом с максимально плотным размещением сидений, то в самолёте могут размещаться 360 пассажиров. Под полом кабины находятся багажно-грузовые отсеки. Первый отсек расположен впереди крыла, второй - сзади крыла, а третий - в хвостовой части. Все отсеки герметизированы. Грузовые люки расположены по правому борту.
Хвостовое оперение — классическое однокилевое, свободнонесущее, стреловидное. Стабилизатор перекладываемый в полёте. Конструкция киля и стабилизатора аналогична: силовой набор два лонжерона, нервюры и стрингера, обшивка работающая. Материал алюминиевые сплавы.
Шасси — убираемое с передней управляемой опорой. Изготавливается французской фирмой Messier Hispano. Амортизация воздушно-масляная. Основные стойки установлены под крылом и убираются в фюзеляж по направлению к оси самолёта. Носовая стойка управляемая, убирается вперёд по полёту в нишу в носовой части фюзеляжа. Колёса носовой стойки отклоняются при рулении на 65/95 градусов. Тележка основных стоек четырёхколёсная. На передней стойке два колеса. Колёса снабжены дисковыми тормозами с противоюзовой системой.
Силовая установка — два двухконтурных турбореактивных двигателя (ДТРД), установленных в аэродинамических мотогондолах на пилонах под крылом. На различных модификациях самолёта устанавливались двигатели:
General Electric CF6-50A; CF6-50C; CF6-50C2; CF6-80C2 мощностью 22 230 кгс, 23 130 кгс, 23 496 кгс, 26 900 кгс соответственно.
Pratt & Whitney PW4158 мощностью 26 309 кгс.
В хвостовом конусе фюзеляжа установлена вспомогательная силовая установка (ВСУ), предназначенная для запуска двигателя и питания самолёта на земле.
Топливо находится в двух крыльевых баках. Запас топлива на А300 В2 — 43 000 литров, на А300В4 — 56 000 литров. НА А300-600 установлен дополнительный топливный бак в центроплане, общая ёмкость — 62 000 литров. На А300-600R дополнительные баки установлены в стабилизаторе, общая ёмкость 68 150 литров.
Самолётные системы и оборудование. Гидросистема самолёта состоит из трёх независимых контуров. Каждый контур имеет собственный привод от двигателей. Рабочая жидкость в гидросистеме — негорючая фосфатно-полиэфирная смесь. Давление в системе 210 кг/см². Система управляет уборкой и выпуском шасси, отклонением органов управления и тормозной системой.
Противообледенительная система — передняя кромка крыла обогревается выхлопными газами двигателей, обогрев лобового стекла от электричества.
Комфортные условия в кабине пилотов и в пассажирском салоне достигаются за счёт герметизации, кондиционирования и вентиляции. Воздух от компрессоров двигателей и ВСУ обеспечивает давление 0,58 кг/см².
Электроснабжение — сети переменного тока напряжением 115 В и 200 В частотой 400 Гц получают питание от трёх трёхфазных генераторов мощностью по 90 кВА. Два генератора имеют привод от двигателей, третий от ВСУ. Сеть постоянного тока 28 В работает от трансформаторов-выпрямителей. Резервное питание выполняется через никель-кадминивые аккумуляторы.
Авиационные приборы и оборудование — самолёт имел очень высокую степень автоматизации это значительно увеличивало безопасность и простоту в управлении. Была реализована концепция «стеклянной кабины» с установкой нескольких мониторов с электронно-лучевыми трубками. Оборудование могло меняться в зависимости от требований заказчика. Стандартное оборудование включало в себя автоматическую систему посадки, удовлетворяющую требованиям по минимуму погоды, два комплекта ближней радионавигационной системы, два радиовысотомера, два автоматических радиопеленгаторов, метеорадар и другое оборудование.

## Производство
Наибольшее количество машин производилось в качестве сугубо пассажирских самолётов с примерно 250 местами, хотя производились как переоборудоваемые экземпляры (A300C4), так и полностью грузовые машины (A300F4). С середины 1990-х годов производился только один грузовой вариант — A300F4-600R. До мая 2005 года поступило 135 заказов.
В июле 2007 года производство A300 было прекращено для того, чтобы использовать производственные мощности для сборки самолётов более новых серий. Последний самолёт этого типа был поставлен 12 июля 2007 года в модификации A300F4-600R для грузовой авиакомпании FedEx. За всё время производства был сделан 561 широкофюзеляжный самолёт A300. В эксплуатации по состоянию на октябрь 2008 года находилось 412 самолётов этого типа.
Производства Airbus располагаются в различных странах Европы. Корпусные детали производят в Великобритании, другие компоненты во Франции и Германии. Между заводами части транспортируются самолётами и автомобильным транспортом.
Во Франции (Тулуза) производятся полётопригодные неотделанные машины. Внутренняя отделка, как заключительное действие происходит в Гамбурге-Финкенвердере, затем самолёт перелетает в Тулузу после чего и доставляется клиентам. Такая схема производства уникальна и существует только у Airbus, и хотя всегда имелись попытки воспроизвести такое производство, прежде всего во Франции, но пока они остаются только попытками.
Так как всё увеличивающиеся части самолёта не могли больше транспортироваться на Super Guppy, на основе A300-600 был разработан специальный самолёт A300-600ST, известный также как Airbus Beluga, произведённый до сегодняшнего дня в количестве 5 экземпляров.
Третий построенный экземпляр A300 (год выпуска 1973, серийный номер 003) был куплен в 1998 году французским управлением космическими полётами CNES. С тех пор фирма Novespace по её заказу проводит полёты по параболе на этой машине. Машина известна также под наименованием A300-ZERO-G.

## Модификации
А300В1 — самолёт в начальной комплектации. Изготовлено два первых прототипа.

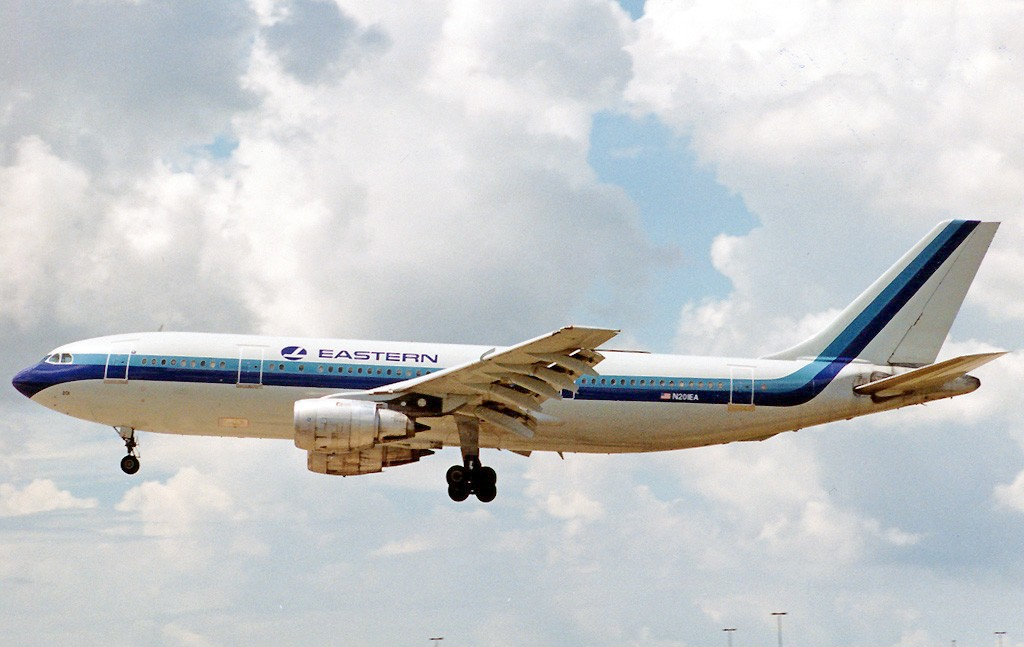
A300B4-200 Eastern Air Lines

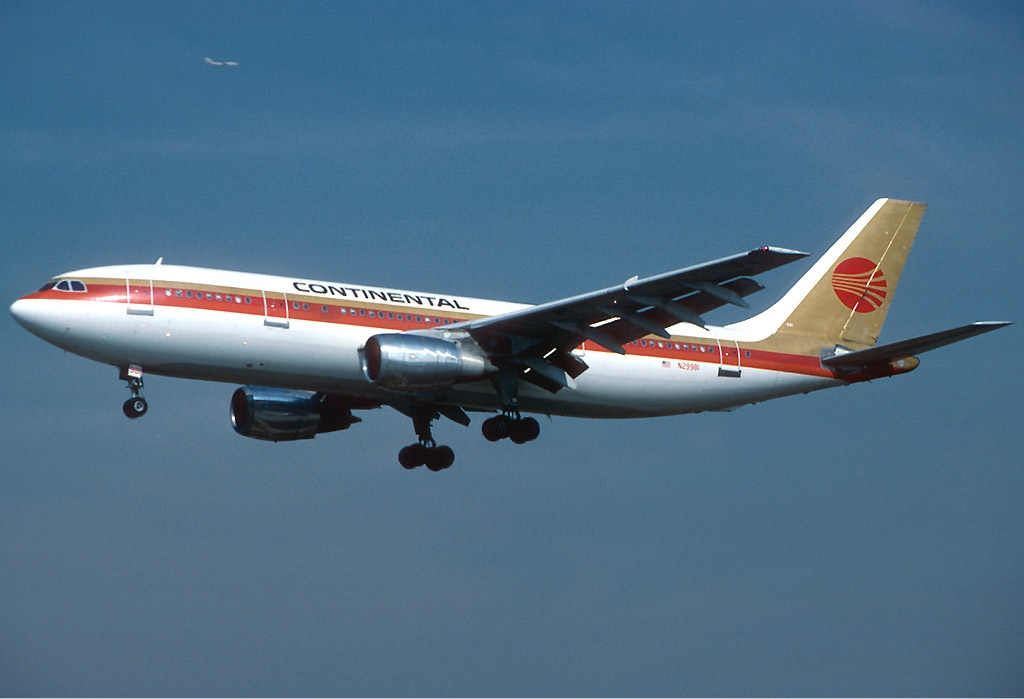
A300B2 Continental Airlines

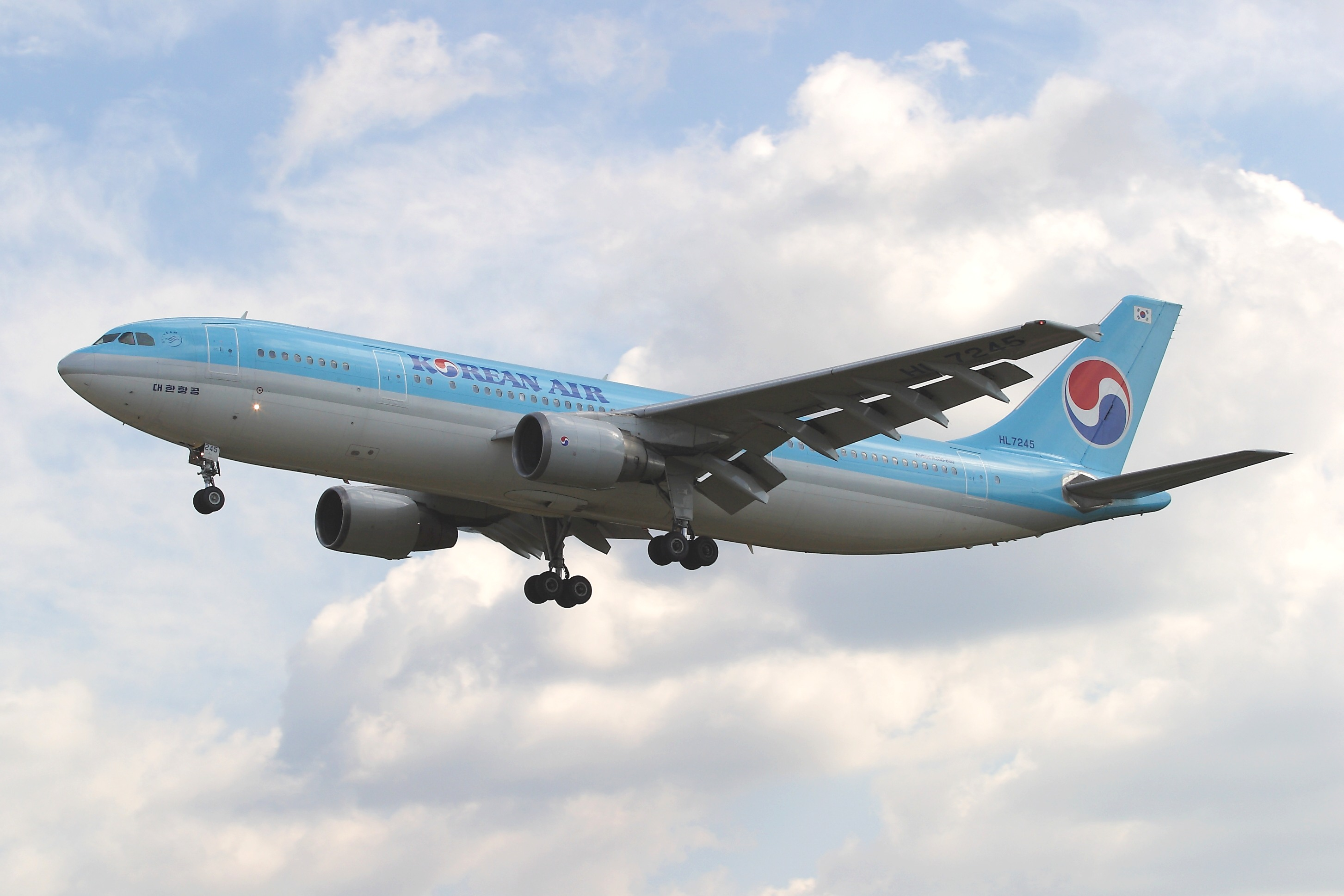
A300B4-600 Korean Air

А300В2-100  с двигателями General Electric CF6-50C. В конце 1976 года начались поставки самолётов А300В2-200, которые оснащали ТРДД Pratt & Whitney JT9D-59A. Фюзеляж был удлинён на 2,65 м, добавлено 24 пассажирских места. Вместимость 270—300 мест. Дальность 3430 км. Самолёты этой модификации выпускались с 1973 по 1984 годы, было построено 56 экземпляров.
А300В4 — был установлен дополнительный топливный бак, дальность увеличилась до 6300 км. Для этой модификации разработано новое крыло. Двигатели Pratt & Whitney JT9D-59 и PW4000. Самолёт был оснащён аналоговым комплексом авионики с выводом информации на электромеханические индикаторы. Для индонезийской авиакомпании разработали кабину экипажа специальной компоновки (с приборной доской, где сосредоточены все необходимые индикаторы) — по так называемой концепции FFCC (Forward Facing Crew Cockpit). Первый полёт состоялся 26 декабря 1974 года. С 1974 по 1984 годы было изготовлено 192 экземпляра.
Грузопассажирский вариант А300С4 — кабина трансформируется из грузовой в пассажирскую и наоборот; A300F4 — чисто грузовая модификация. Эти самолёты имели по левому борту фюзеляжа перед крылом грузовую дверь размером 3,58×2,56 м.
А300-600 — в конструкции использовали переднюю и центральную секции фюзеляжа и крыло самолётов А300В2/В4, а хвостовую часть фюзеляжа взяли от самолёта А310. Кабина экипажа стала такой же, как и на А310, цифровые комплексы авионики — EFIS и ЕСАМ — также были взяты с модели А310. С целью обеспечения требуемой центровки, фюзеляж был удлинён на 0,53 м, на концах крыла установили «крылышки». Применена электродистанционная система управления. Дальность полёта 4908 км. Опытный экземпляр (с двигателями JT9D-7R4H1), сертифицированный вариант самолёта с двигателями CF6-80C2. Первый полёт 8 июля 1983 года. Изготовлено 313 экземпляров.
A300-600R — для увеличения дальности полёта дополнительный топливный бак ёмкостью 6150 литров разместили в горизонтальном оперении. Это позволило решить ещё одну задачу — с помощью системы перекачки топлива стало возможно управлять балансировкой самолёта в полёте (впервые подобную систему использовали на самолёте A310-300). Двигатели — General Electric CF6-80C2A5 и Pratt & Whitney. Первый полёт состоялся 9 декабря 1987 года.
А300-600F — грузовая модификация. На основной палубе расположена грузовая кабина с усиленным полом. Вместо пассажирских дверей по левому борту установлена большая грузовая дверь. Первый полёт состоялся 2 декабря 1993 года.
A300-600ST Beluga — самолёт отличается увеличенным до 7,7 м диаметром фюзеляжа и открывающимся вверх носовым обтекателем. На концах горизонтального оперения установлены две концевые «шайбы». Предназначен для перемещения крупногабаритных авиагрузов концерна Airbus Industrie. Груз в самолёт загружается через проём в фюзеляже над кабиной пилотов. Перемещение груза на борт самолёта выполняет специально изготовленный погрузчик. Самолёт берёт на борт до сорока тонн такелажа. Дальность до 3000 км. Построено пять экземпляров. Самолёт эксплуатируется самим концерном.
Во время разработки A300 было почти невозможно представить, что самолёт с двумя двигателями сможет совершать трансатлантические и тихоокеанские полёты. Поэтому дальность действия была определена только для континентальных полётов. Позже ограниченная дальность действия стала большим недостатком самолёта.

## Эксплуатация
В первые годы производства самолёты А300 авиакомпании покупали неохотно. Самолёты строились, и сразу отправлялись на хранение. Первыми покупателями стали национальные авиакомпании Франции Air France и Германии Lufthansa. Во Франции полёты начались в мае 1974 года рейсом из Парижа в Лондон, затем начались регулярные рейсы в Ниццу, Дюссельдорф и Милан. Lufthansa начала эксплуатацию А300В2 с февраля 1976 года.
Несмотря на то, что А300 расходовал меньше топлива на одного пассажира и был проще в наземном обслуживании, чем американские трёхдвигательные конкуренты DC-10 и L-1011 коммерческие успехи А300 были скромными. За первые два года, после сертификации авиалайнера, удалось продать менее 30 экземпляров. За весь 1976 год не удалось получить ни одного заказа. Производство сократилось до одного самолёта за два месяца.
В мае 1975 года генеральным директором концерна Airbus Industrie стал Бернар Летиер, который поставил задачу проникнуть на североамериканский и восточноазиатский рынок. Он передал авиакомпании Eastern Air Lines в бесплатную аренду, на четыре месяца, четыре самолёта А300В4, для оценки характеристик самолёта. Работая на самых загруженных маршрутах авиакомпании эти самолёты показали явное преимущество перед использовавшимися там же L-1011. А300В4 потреблял на этих рейсах на 30 % меньше топлива, что было особенно ценно в условиях роста цен на авиатопливо после энергетического кризиса 1973—1974 годов. В итоге авиакомпания Eastern Air Lines кроме этих четырёх самолётов приобрела ещё 30 экземпляров. Сразу после этого последовали заказы и от других американских компаний. Десять самолётов заказали британские авиакомпании. Появился спрос и на грузовую модификацию самолёта.

## Лётно-технические характеристики
|                              | A300B2/B4                                                                         | A300-600R |
| ---------------------------- | --------------------------------------------------------------------------------- | --- |
| Тип                          | Средней и большой дальности                                                       | Средней и большой дальности                                                                                                  |
| Длина                        | 53,62 м                                                                           | 54,08 м |
| Ширина фюзеляжа              | 5,64 м                                                                            | 5,64 м |
| Ширина салона                | 5,35 м                                                                            | 5,35 м |
| Размах крыла                 | 44,84 м                                                                           | 44,84 м |
| Площадь несущих поверхностей | 260,00 м²                                                                         | 260,00 м² |
| Высота                       | 16,53 м                                                                           | 16,62 м |
| Двигатели                    | 2 ТВД тягой 227 кН — 236 кН Pratt & Whitney JT9D-59A General Electric CF6-80-C2A5 | 2 ТВД тягой 249 кН — 273,6 кН Pratt & Whitney JT9D-7R4H1 Pratt & Whitney PW4156 General Electric CF6-80-C2A1 или CF6-80-C2A5 |
| Максимальная скорость        | 910 км/ч                                                                          | 890 км/ч |
| Крейсерская скорость         | 850 км/ч                                                                          | 875 км/ч |
| Дальность                    | 3400/5300 км с 270 пассажирами                                                    | 7000 км с 270 пассажирами и двигателями PW4156                                                                               |
| Кол-во кресел (один класс)   | 345                                                                               | 361 |
| Масса пустого                | A300B2 — 79 600 кг, A300B4 — 88 500 кг                                            | 78 200 кг с двигателями PW4156                                                                                               |
| Макс. взлётный вес           | A300B2 — 142 000 кг, A300B4 −165 000 кг                                           | 165 000 кг с двигателями PW4156                                                                                              |

## Аварии и катастрофы
По состоянию на 10 января 2020 года в общей сложности в результате катастроф и серьёзных аварий были потеряны 35 самолётов Airbus 300. Airbus 300 пытались угнать 30 раз, при этом погибли 12 человек. Всего в этих происшествиях погибли 1435 человек.
| Дата       | Бортовой номер | Место происшествия | Жертвы    | Краткое описание                                                                            |
| ---------- | -------------- | ------------------ | --------- | ------------------------------------------------------------------------------------------- |
| 04.07.1976 | F-BVGG         | Энтеббе            | 4/258     | 26 июня был захвачен террористами, 4 июля взят штурмом.                                     |
| 17.03.1982 | F-BVGK         | Сана               | 0/124     | При взлёте взорвался двигатель № 2.                                                         |
| 18.12.1983 | OY-KAA         | Куала-Лумпур       | 0/247     | Грубая посадка в ливень при минимальной видимости.                                          |
| 29.09.1986 | VT-ELV         | Ченнаи             | 0/196     | Прерванный взлёт, в двигатель попала птица.                                                 |
| 21.09.1987 | SU-BCA         | Луксор             | 5/5       | Разбился при посадке после тренировочного полёта.                                           |
| 03.07.1988 | EP-IBU         | Персидский залив   | 290/290   | Сбит американской ракетой.                                                                  |
| 15.02.1991 | 9K-AHF         | Мосул              | 0/0       | Захвачен у Кувейта, уничтожен в ходе операции «Буря в пустыне».                             |
| 15.02.1991 | 9K-AHG         | Мосул              | 0/0       | Захвачен у Кувейта, уничтожен в ходе операции «Буря в пустыне».                             |
| 28.09.1992 | AP-BCP         | Катманду           | 167/167   | Разбился в горах при заходе на посадку.                                                     |
| 24.04.1993 | F-BUAE         | Монпелье           | 0/324     | Задел осветительную мачту при буксировке. Списан.                                           |
| 15.11.1993 | VT-EDV         | Тирупати           | 0/262     | Исчерпал топливо и совершил аварийную посадку.                                              |
| 26.04.1994 | B-1816         | Нагоя              | 264/271   | Разбился при заходе на второй круг из-за грубых ошибок экипажа.                             |
| 10.08.1994 | HL7296         | Чеджу              | 0/160     | Вылетел за пределы ВПП при посадке с большой скоростью.                                     |
| 22.10.1994 | HS-THO         | Бангкок            | 0/н.д.    | При пробном запуске двигателей столкнулся с другим самолётом.                               |
| 26.12.1994 | F-GBEC         | Марсель            | 3/232     | 24 декабря был захвачен алжирскими террористами, 26 декабря был взят штурмом.               |
| 17.05.1996 | TC-ALP         | Стамбул            | 0/н.д.    | Сгорел в ангаре.                                                                            |
| 26.09.1997 | PK-GAI         | Медан              | 234/234   | Разбился при заходе на посадку. Диспетчер дал неверные указания пилотам.                    |
| 16.02.1998 | B-1814         | Таоюань            | 7+196/196 | Разбился при уходе на второй круг.                                                          |
| 24.03.1999 | A6-PFD         | Родос              | 0/271     | При посадке не сработала система торможения.                                                |
| 24.12.1999 | VT-EDW         | Кандагар           | 1/191     | Угнан террористами. Освобождён в результате переговоров.                                    |
| 02.02.2000 | EP-IBR         | Тегеран            | 8+0/0     | На ангар с самолётом рухнул C-130.                                                          |
| 12.02.2000 | TU-TAT         | Дакар              | 0/182     | При движении к ВПП с работающими двигателями подломилась стойка шасси.                      |
| 17.10.2001 | AP-BCJ         | Дубай              | 0/205     | При посадке подломилась стойка шасси.                                                       |
| 12.11.2001 | N14053         | Нью-Йорк           | 5+260/260 | Разрушение киля в сильной турбулентности из-за ошибочных действий второго пилота.           |
| 08.03.2002 | VT-EFW         | Дели               | 0/5       | Из-за ошибок техников переднее шасси заклинило и подломилось.                               |
| 22.11.2003 | OO-DLL         | Багдад             | 0/3       | Грузовой рейс. Вскоре после взлёта был поражён ракетой из ПЗРК. Совершил аварийную посадку. |
| 01.03.2004 | AP-BBA         | Джидда             | 0/273     | При взлёте взорвались две шины шасси и их затянуло в двигатели.                             |
| 23.03.2007 | YA-BAD         | Стамбул            | 0/н.д.    | При посадке выкатился с ВПП и накренился на правое крыло.                                   |
| 19.04.2007 | A7-ABV         | Абу-Даби           | 0/0       | Сгорел в ангаре.                                                                            |
| 02.03.2010 | TC-ACB         | Баграм             | 0/5       | При посадке подломилась стойка шасси. Списан.                                               |
| 13.04.2010 | XA-TUE         | Монтеррей          | 2+5/5     | Грузовой рейс, разбился при заходе на посадку.                                              |
| xx.04.2010 | XA-TVU         | Мехико             | 0/0       | При техобслуживании упал кран и повредил крыло. Списан.                                     |
| 25.08.2011 | 5A-IAY         | Триполи            | 0/0       | Уничтожен на стоянке во время боёв за аэропорт.                                             |
| 25.08.2011 | 5A-DLZ         | Триполи            | 0/0       | Уничтожен на стоянке во время боёв за аэропорт.                                             |
| 14.08.2013 | N155UP         | Бирмингем          | 2/2       | Разбился после посадки из-за ошибок экипажа.                                                |
| 12.10.2015 | SU-BMZ         | Афгойе             | 0/6       | Разрушился в результате вынужденной посадки.                                                |
| 21.10.2016 | PR-STN         | Ресифи             | 0/3       | При посадке выкатился за пределы ВПП и сломал носовую стойку шасси.                         |
| 10.12.2018 | XA-MRC         | Мехико             | 0/0       | Получил серьёзные повреждения во время буксировки.                                          |

## В туризме
С целью создать новый объект для любителей дайвинга 5 июня 2016 года в Эгейском море, около турецкого города Кушадасы, затопили самолёт Airbus A300. Авиалайнер был списан, но за него заплатили 93 тысячи долларов США.